# Талынское
Та́лынское — деревня в Вачском районе Нижегородской области. Входит в состав Новосельского сельсовета.
В прошлом — деревня Вачского прихода Муромского уезда Владимирской губернии.
Находится на расстоянии 5 км на север от районного центра Вачи и 300 м от автодороги Р125 Муром — Нижний Новгород.

## Из истории
- Люди живут на этой территории уже более 2000 лет, это одно из древнейших поселений в стране. Есть святой источник «Двенадцать апостолов»[2][3] — по преданию эти края посещали ученики Христа, и когда они шли, у родника в овраге утолили жажду. С тех пор вода здесь приобрела удивительные свойства[4].
- В окладных книгах Рязанской епархии за 1676 год в составе прихода села Вачи упоминается «деревня Талинское», в которой 17 дворов крестьянских и 1 бобыльских.
- В «Историко-статистическом описании церквей и приходов Владимирской Епархии» за 1897 год сказано, что от «деревни Талинской» до Дмитриевский церкви Вачи 5 вёрст.
- В 1930-х годах в Талынском существовал «Промколхоз им. Ленина»[5], в котором занимались изготовлением ножей и других столовых приборов из металла[6].

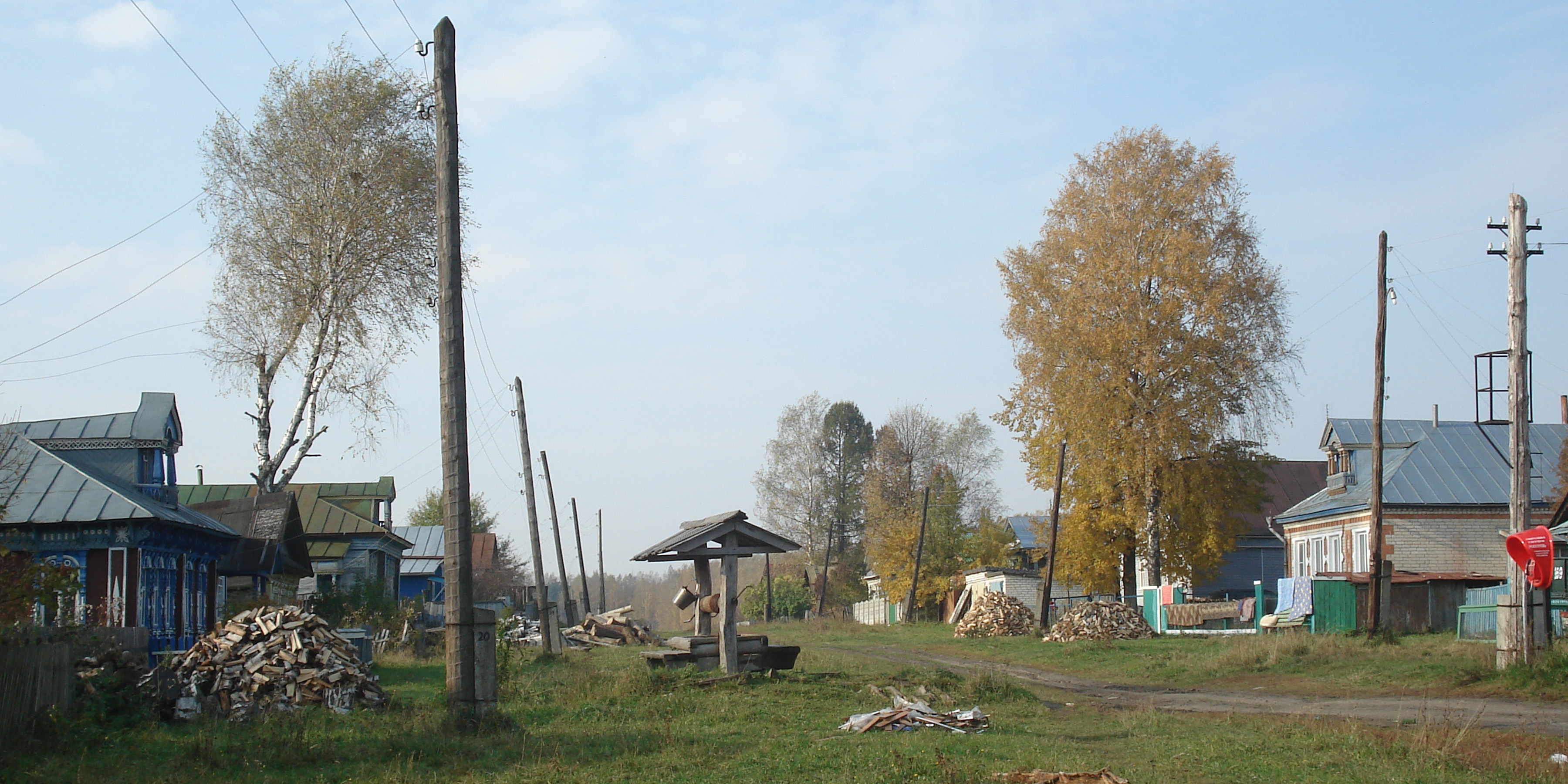
Западная сторона Талынского

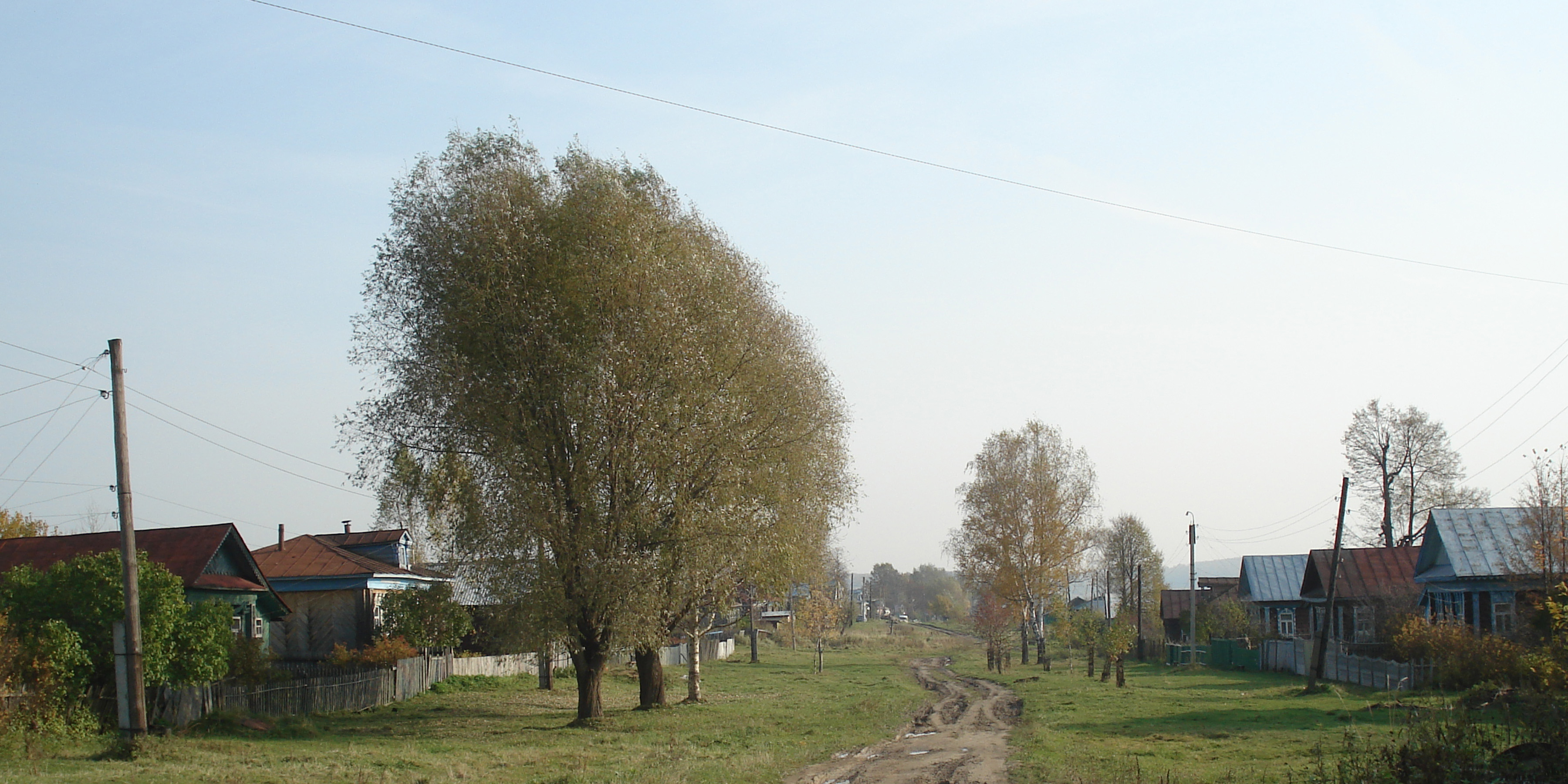
Восточная сторона Талынского

## Население
| 1859 | 1905 | 1926 | 1999 | 2002 | 2010 |
| ---- | ---- | ---- | ---- | ---- | ---- |
| 290  | ↗356 | ↗492 | ↘115 | ↘111 | ↘88  |

## Талынское в наши дни
Дома в Талынском расположены по обе стороны довольно широкой единственной улицы. В деревне немало новых кирпичных домов и хозяйственных сооружений. В Талынском есть магазин и «красный» таксофон.
До Талынского можно доехать на автомобиле по автодороге Р-125, повернув по указателю на Талынское в районе километровой отметки 103/356 (от Нижнего Новгорода/Касимова). Также можно воспользоваться одним из автобусов: Павлово—Вача, Павлово—Вача—Чулково, Павлово—Филинское и др.